# Casa de Olaf
La casa de Olaf fue una dinastía de caudillos y reyes vikingos, de origen sueco, que conquistaron y dominaron Dinamarca en el siglo X, según registros del historiador Adán de Bremen, y las citas del rey danés Svend II de Dinamarca.
Gwyn Jones ofrece una explicación a este paréntesis de dominio sueco en Dinamarca. Los reinos vikingos de Suecia hacia el año 900 eran una formidable potencia en plena expansión colonial y rutas de mercado hacia el este: las costas del Báltico oriental, Jaganato de Rus', Bizancio y el mundo árabe; en contrapartida, Dinamarca padecía una debilidad tras las guerras civiles que fue aprovechada por Olaf para dominar el territorio, especialmente el sur de Jutlandia y Hedeby.
Las piedras rúnicas de Sigtrygg contemporáneas de aquel periodo y que han sobrevivido hasta hoy, son testimonio histórico de la existencia de esos reyes.
Los monarcas conocidos de la Casa de Olaf son:
- Olof el Descarado
- Gyrd y Gnupa
- Sigtrygg Gnupasson